# 元鍛冶丁公園
元鍛冶丁公園（もとかじちょうこうえん）は、宮城県仙台市青葉区国分町にある小公園である。
2009年（平成21年）4月1日、「元鍛冶町公園」から現称に漢字表記が変更された。旧称の字面から「もとかじまちこうえん」と呼ぶ人もいる。また、「元鍛冶公園」や「国分町公園」と呼ぶ市民も見られる。

## 概要
当園の地には1952年（昭和27年）設置の行政管理庁仙台管区監察局（のちに東北管区行政監察局に改称）があった。当時は同局と道を挟んで向かい側にカゴメの仙台出張所があるなど、周囲は業務・商業地区であった。
1965年（昭和40年）に仙台市東部に卸町ができると、流通業者を中心とした会社や事業所が市内各所から卸町に移転した。国分町通では移転した会社の跡地に飲食店ビルが建ち始め、1970年代に入るとそれが加速して歓楽街化した。
1972年（昭和47年）に本町（勾当台）に建設された仙台第二合同庁舎に東北管区行政監察局が移転すると、跡地に当園が整備された。園内にはブランコなどの遊具が設置され、地面は土のままという児童公園に似たつくりであったが、拡大する東北地方最大の歓楽街「国分町」に当園の周囲も呑み込まれていき、飲み屋やディスコが入る飲食店ビルなどに囲まれた公園となってしまった。すると、園内には国分町の飲食店の従業員や来街客の放置自転車が目立つようになり、当園入口脇に駐輪場が設置されても改善されなかった。それでも、1978年（昭和53年）に当園の西隣に仙台中央警察署・国分町交番が設置されたため、深夜でも園内の治安は守られた。
1997年（平成9年）に地元から「国分町まちづくりプラン」が提案され、当園の再整備と駐輪場の建設が要望された。2007年（平成19年）度より国分町通において水道管・ガス管の更新工事、共同溝新設、および、道路改良工事（コミュニティ道路化）がなされ、2008年（平成20年）からは当園の再整備と駐輪場の新設が行われた。同年12月6日に、先行して「元鍛冶町公園地下駐輪場」（収容台数1008台）が当園の西部分に開設され、2010年（平成22年）5月29日に当園もリニューアルオープンした。この再整備により、園内の地面は透水性コンクリート舗装となり、野外ステージも設置された。
当園は「元鍛冶丁通」に面するが、当園を記載する場合は「丁」ではなく「町」を用いて「元鍛冶町公園」と書いていた（詳細は元鍛冶丁を参照）。しかし、2009年（平成21年）4月1日から現称に変更され、駐輪場の名称も「元鍛冶丁公園駐輪場」に変更された。

## イベント

### フォーシーズンズ・プロジェクト
社団法人国分町街づくりプロジェクトによるイベント
- 『「新・国分町」誕生祭』
  - 2010年初開催。2010年は5月29日15:00 - 21:00に、上田正樹とYoshie-Nをゲストに、大坂ともお、小林トシユキ、岡祐樹をMCに迎えて開催した。
- 「国分町七夕ひろば」
  - 実施期間：仙台七夕まつり期間中
  - 8月6日・7日は11:00 - 21:00、8日は11:00 - 18:00。
- 「国分町夜ジャズ」
  - 実施期間：定禅寺ストリートジャズフェスティバル期間中
- 「キラキラBun-cho Night」
  - SENDAI光のページェント期間に合わせてに開催。
  - 2003年から当園を主会場に例年12月1日～25日の17:00 (5:00pm) - 29:00 (5:00am) に開催されていたイルミネーションイベント『国分町・光の祭典「Bright Lights」（ブライトライツ）』が、当園のリニューアル工事に伴い当園では2008年と2009年が中止となった。そのため、国分町通を主会場とする現称のイベントに変更になった。当園のリニューアルオープンに伴い、2010年からは当園も会場に復帰する予定。

### その他
- 2010年（平成22年）6月19日19:00～ 「2010 FIFAワールドカップ『日本 vs オランダ』パブリックビューイング」[10]

## アクセス
鉄道
- 地下鉄南北線・勾当台公園駅 南3出口より徒歩4分。
- 地下鉄南北線・広瀬通駅 西6出口より徒歩8分。
- 地下鉄東西線・青葉通一番町駅 北1出口より徒歩9分。
- JR仙石線・あおば通駅 出口1より徒歩15分。
- JR仙台駅 西口より徒歩20分。

元鍛冶丁公園駐輪場（当園内）
- 機械式地下駐輪場：1,008台。50円/24時間
- 規格外自転車置き場（屋外）：50台。50円/24時間